# ささしまライブ24

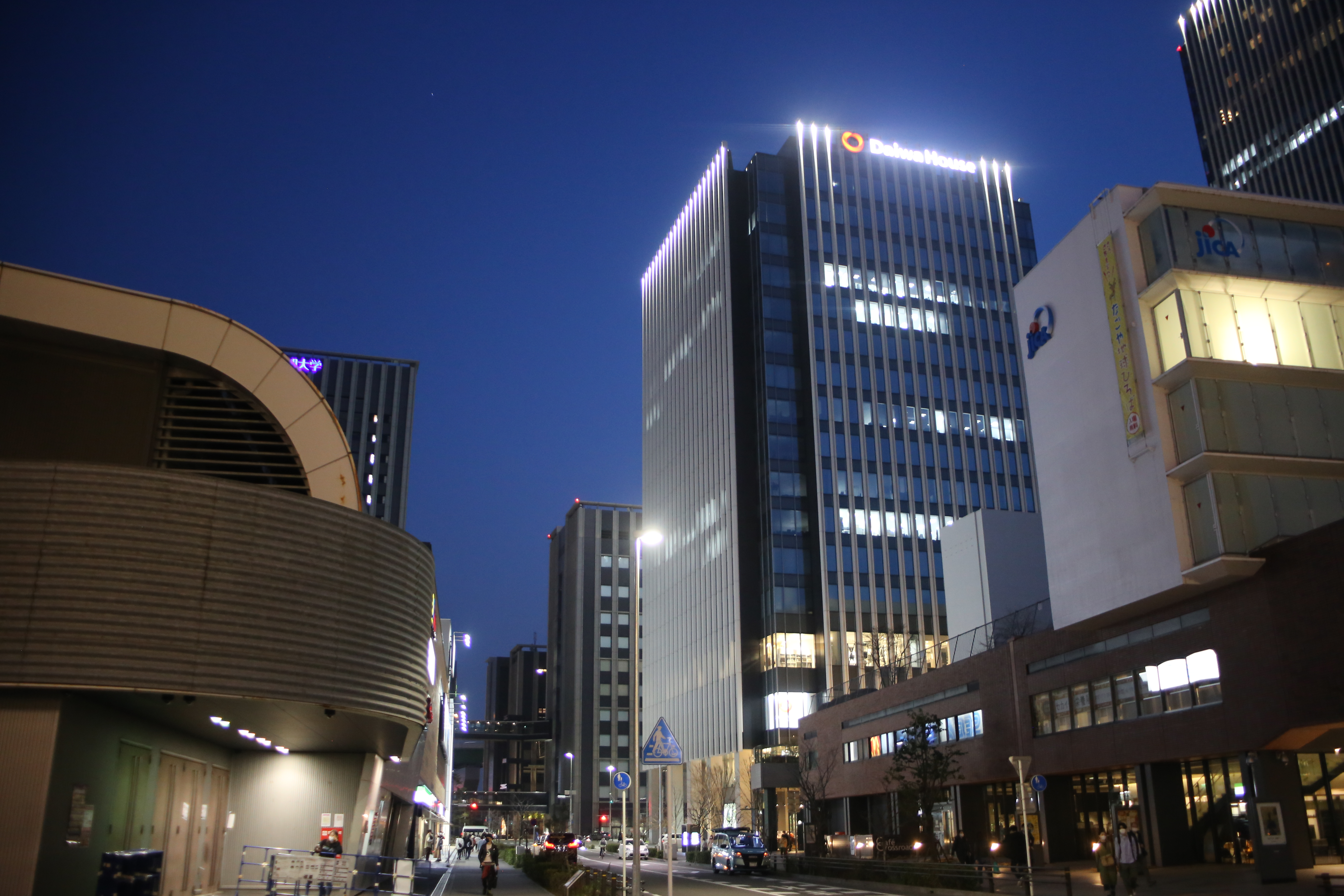
ささしまライブ24

ささしまライブ24は、愛知県名古屋市中村区平池町4丁目及び中川区運河町における都市再開発地区（都市再生特別地区）。単にささしまライブとも呼ばれる。
東海道本線の貨物駅である笹島駅跡地及びその南に隣接する中川運河船だまり周辺の再開発事業である。

## 概要
当地は鉄道と水運の結節点としての物流拠点として長らく使用されており、1986年（昭和61年）の笹島駅廃駅後は移動遊園地「キルメス名古屋」や木下大サーカスなど、臨時的にイベントスペースとして使用されてきたが、名古屋の玄関口である名古屋駅（JR名古屋駅・名鉄名古屋駅・近鉄名古屋駅）並びに名古屋市のオフィス街・繁華街の一つである名駅に近接するという立地条件に着目し、名古屋市が商業・業務を中心とした土地利用への転換を図ったものである。1999年（平成11年）から市施行による土地区画整理事業に着手し事業が開始された。
中核施設の整備にあたっては民間事業者を対象とした開発事業提案競技（コンペティション）を実施し、豊田通商を代表とするグループ並びに学校法人愛知大学の提案が採用されている。都市基盤整備を進めた後に2017年（平成29年）にまちびらきが行われた。

### 沿革
- 1986年（昭和61年）11月1日 - 国鉄笹島駅廃止。
- 1999年（平成11年）8月13日 - 笹島駅跡地周辺について都市計画法に基づく地区計画「ささしまライブ地区計画」を決定。このときは建築してはならないものと最低敷地面積のみを定めた。
- 2000年（平成12年）3月30日 - 名古屋市が都市計画事業「ささしまライブ24土地区画整理事業」の事業計画を決定。
- 2004年（平成16年）
  - 7月 - 「ささしまライブ24まちづくり協議会」設立。
  - 10月6日 - 名古屋臨海高速鉄道あおなみ線が営業運転を開始し、地区北西部にささしまライブ駅が開業。
- 2005年（平成17年）
  - 3月18日 - 土地区画整理事業地内で2005年日本国際博覧会（愛・地球博）のサテライト会場「デ・ラ・ファンタジア」が開場（9月25日まで）。
  - 同年度中 - 国鉄からJRに承継されなかった資産を管理する鉄道建設・運輸施設整備支援機構が保有していた笹島駅跡地の土地を随意契約により名古屋市並びに都市再生機構（UR都市機構）に売却完了[3]。
- 2007年（平成19年）7月31日 - 「名古屋市ささしまライブ24地区開発提案競技」の公募を開始。
- 2008年（平成20年）1月15日 - 開発提案競技の結果を公表し、A敷地（保留地）は豊田通商・大和ハウス工業・日本土地建物（現・中央日本土地建物）・名鉄不動産（現・名鉄都市開発）の4者グループ（協力企業：オリックス、竹中工務店[4]）の提案が、B敷地（市有地）は学校法人愛知大学の提案がそれぞれ最優秀提案者となったことを公表[2]。
- 2009年（平成21年）3月 - 独立行政法人国際協力機構 (JICA) 中部国際センターが名東区亀の井から建て替え移転[5]。
- 2011年（平成23年）5月11日 - 中京テレビ放送がUR都市機構中部支社が実施した「ささしまライブ24地区東街区土地譲受人募集」で落札したことを公表[6]。
- 2012年（平成24年）4月 - 愛知大学名古屋キャンパスが開校。
- 2014年（平成26年）
  - 9月5日 - 国土交通省が「グローバルゲート プロジェクト」を都市再生特別措置法に基づく民間都市再生事業計画として認定[7]。
  - 10月2日 - グローバルゲート着工[8]。
- 2016年（平成28年）11月21日 - 中京テレビ放送が昭和区高峯町及び中区錦3丁目から地区内に全面移転。
- 2017年（平成29年）
  - 3月31日 - グローバルゲート竣工[9]。
  - 4月 - 中川運河船だまり周辺の親水エリアを「キャナルパークささしま」と命名し供用開始。
  - 10月 - グローバルゲート全面開業、まちびらきイベント「ささしまライブまちびらき GLOBAL DAYS 2017」開催。

## 地区内の施設
- グローバルゲート
  - 大和ハウス名古屋ビル
  - 名古屋コンベンションホール
  - 名古屋プリンスホテル・スカイタワー
- 愛知大学 名古屋キャンパス
- JICA中部国際センター
- Zepp Nagoya
- マーケットスクエアささしま
  - 109シネマズ名古屋
- 中京テレビ放送 本社
- ストリングスホテル名古屋
- ロイヤルパークスERささしま（賃貸マンション）

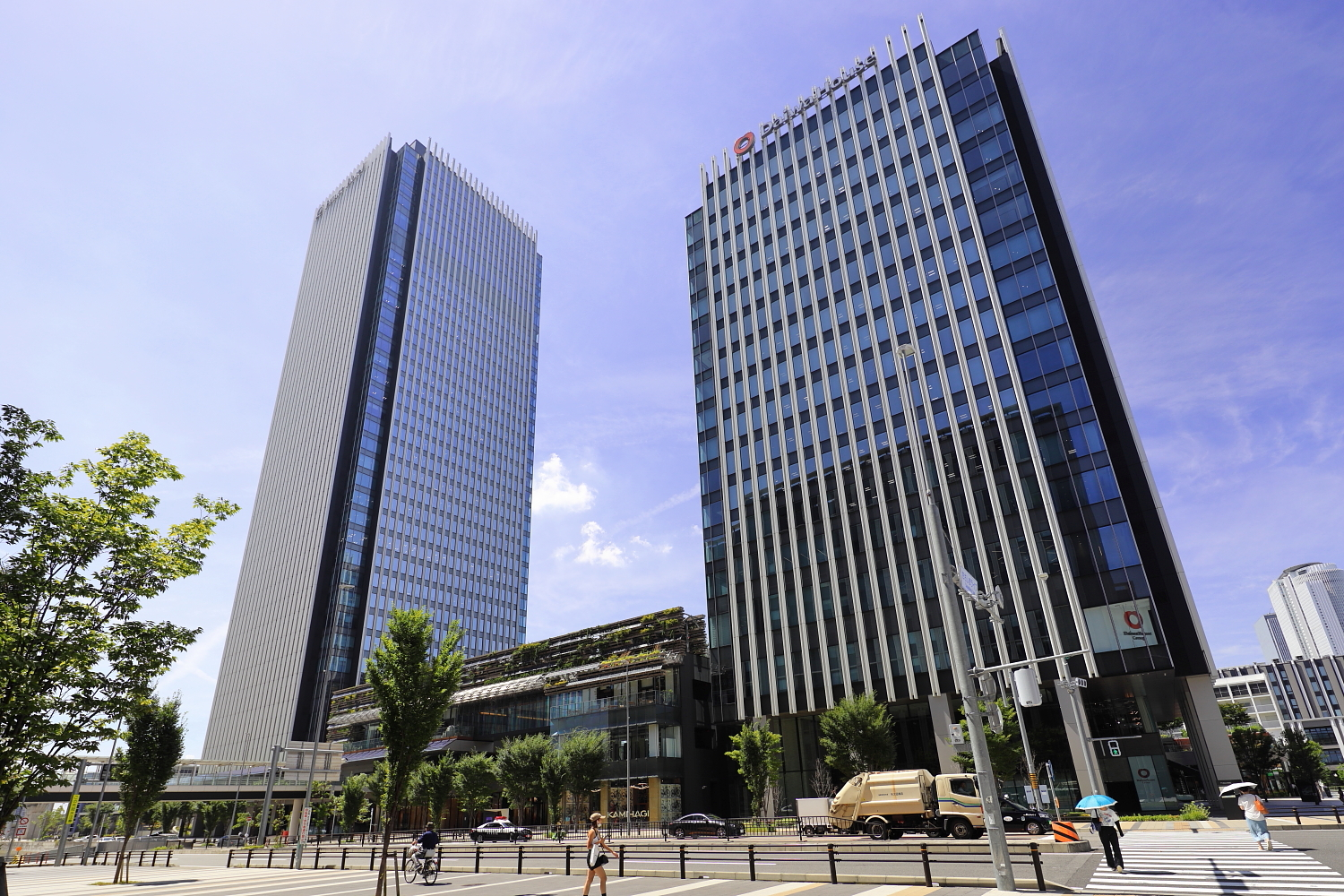
グローバルゲート
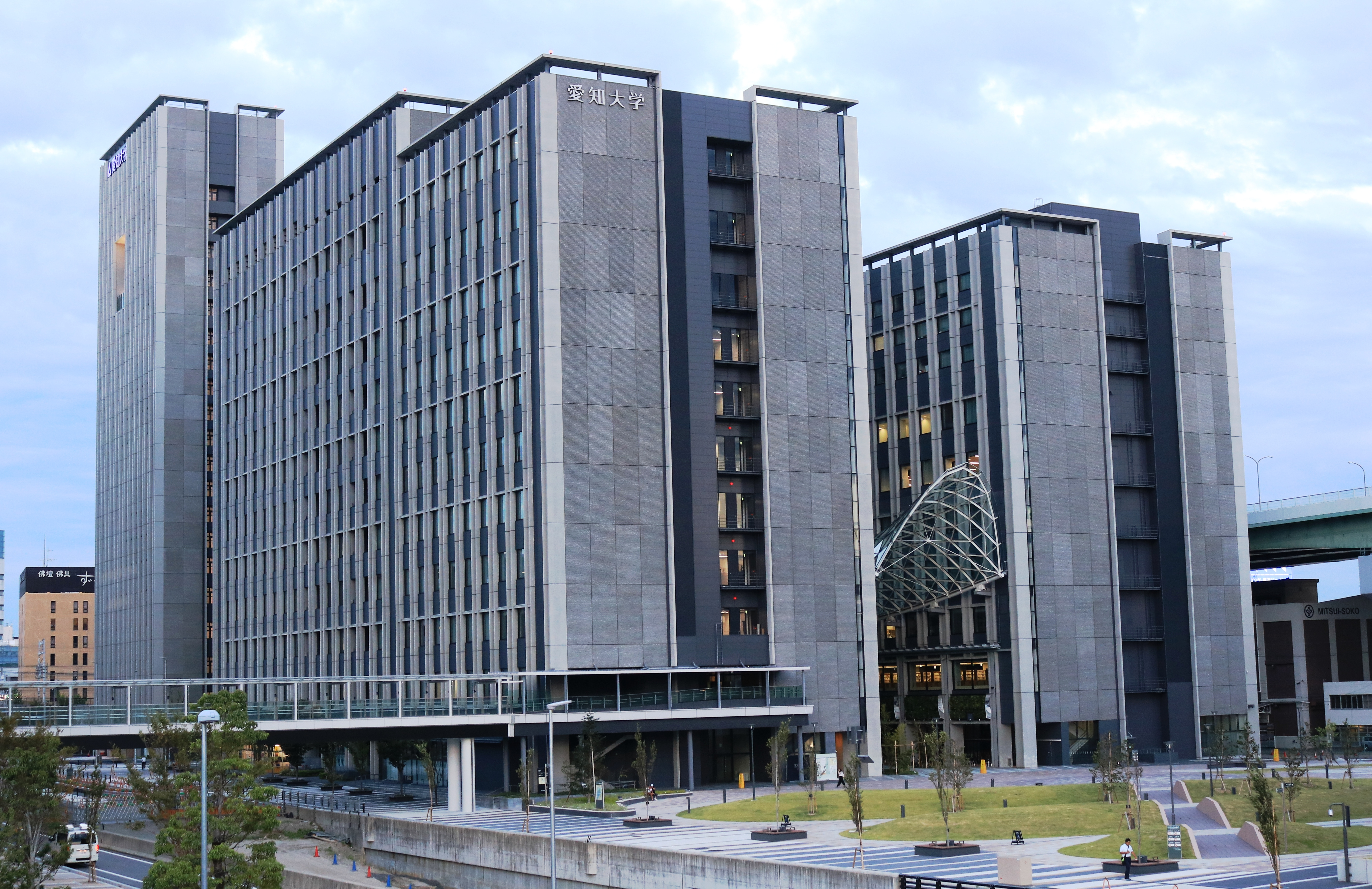
愛知大学名古屋学舎
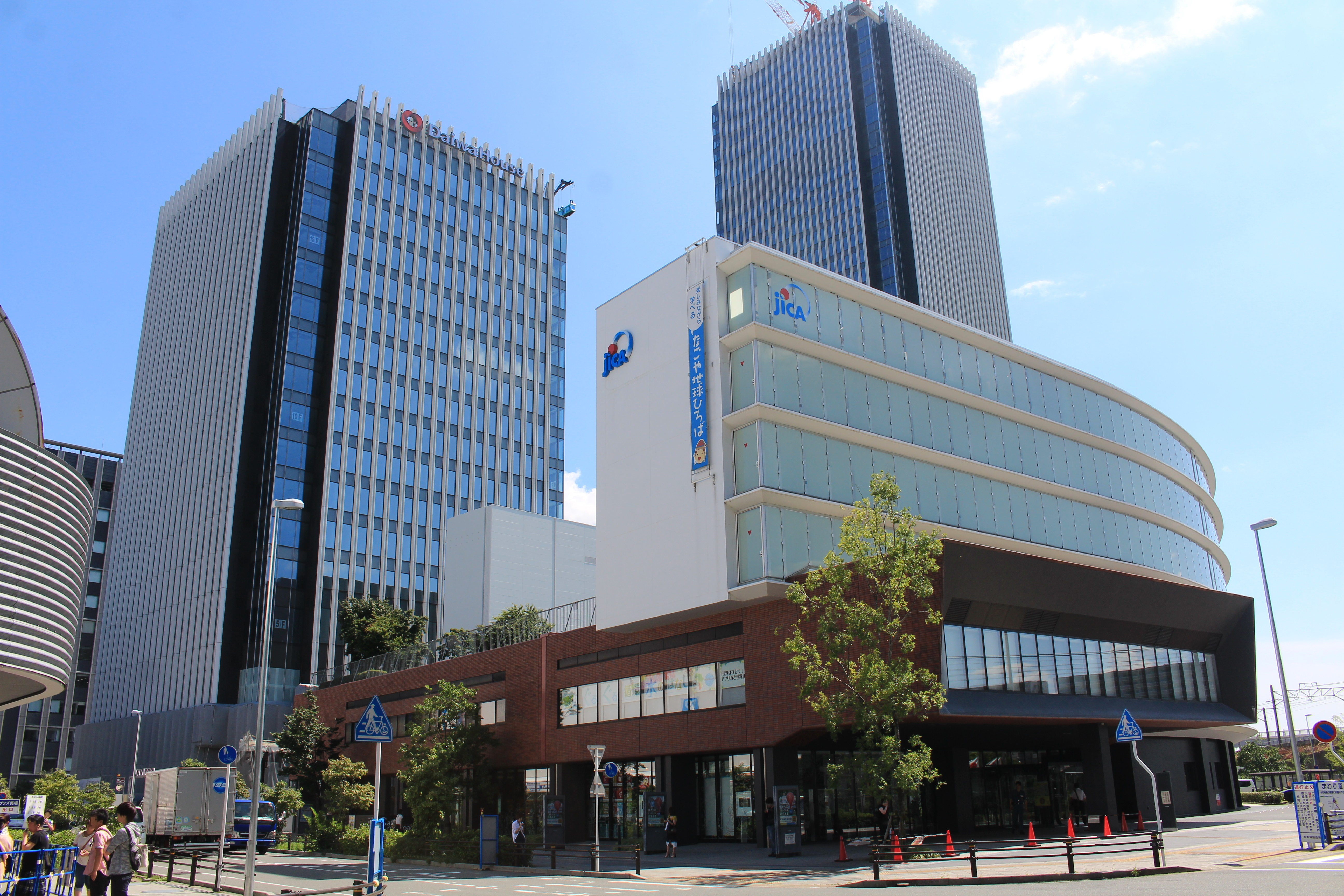
JICA中部国際センター
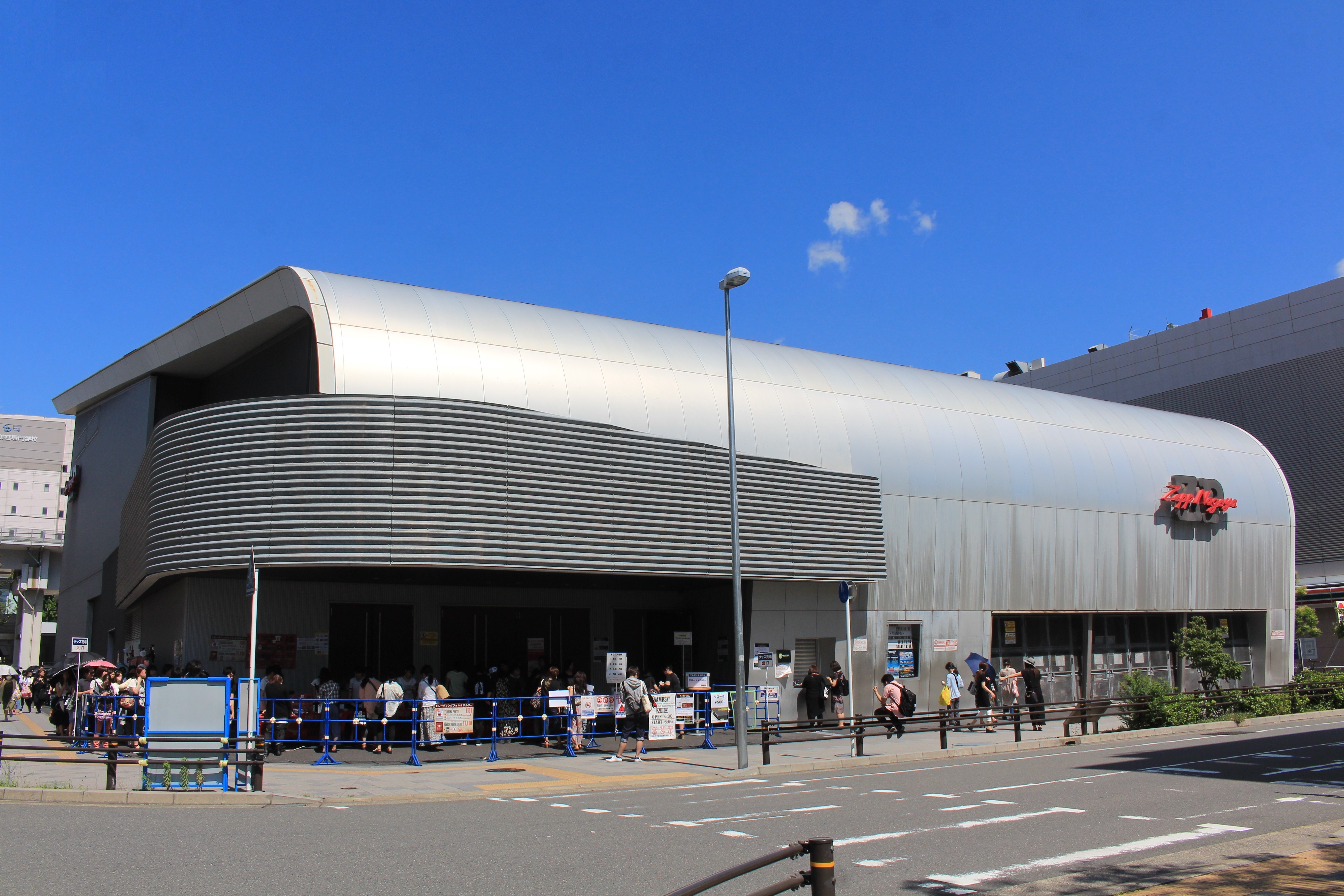
Zepp Nagoya
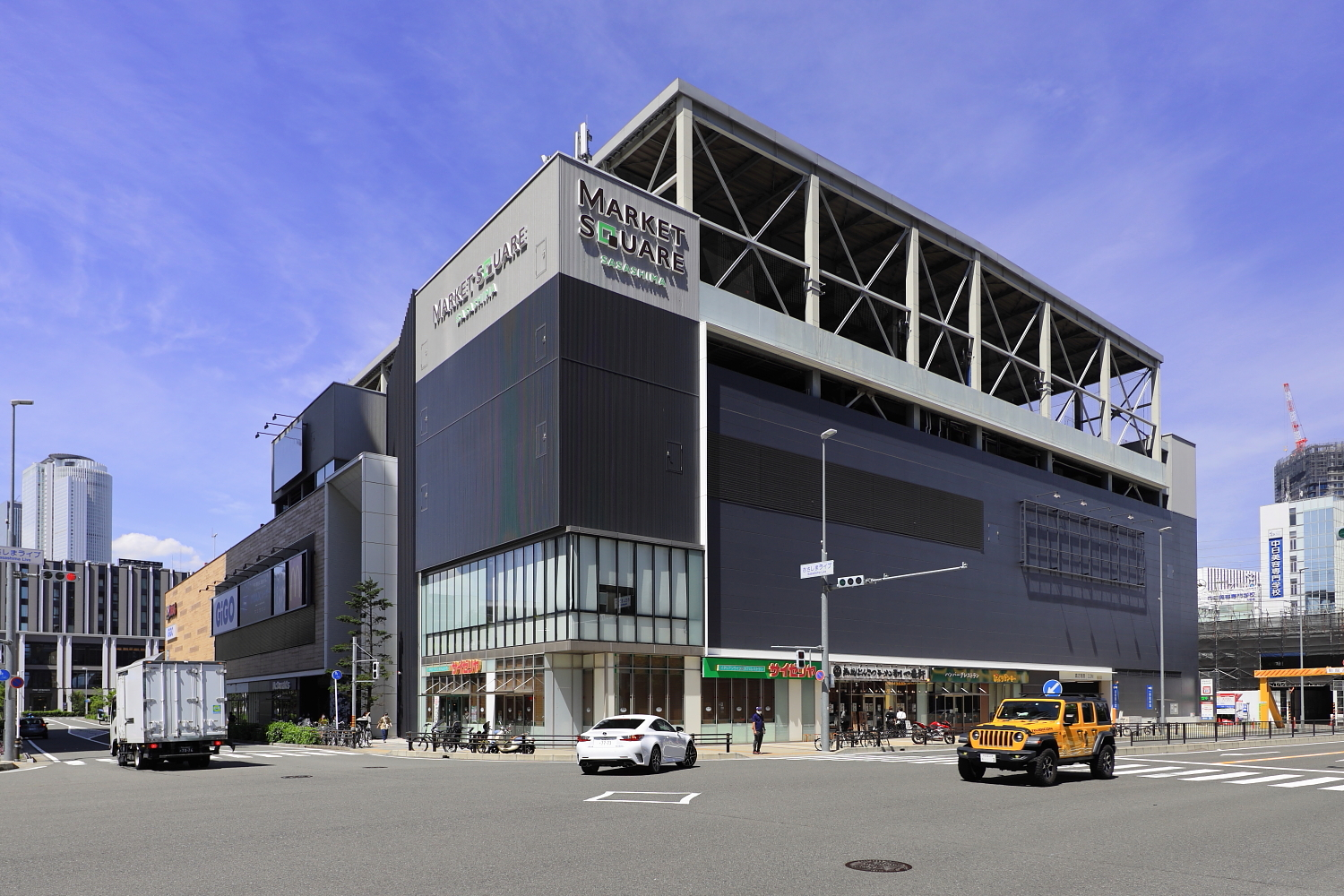
マーケットスクエアささしま
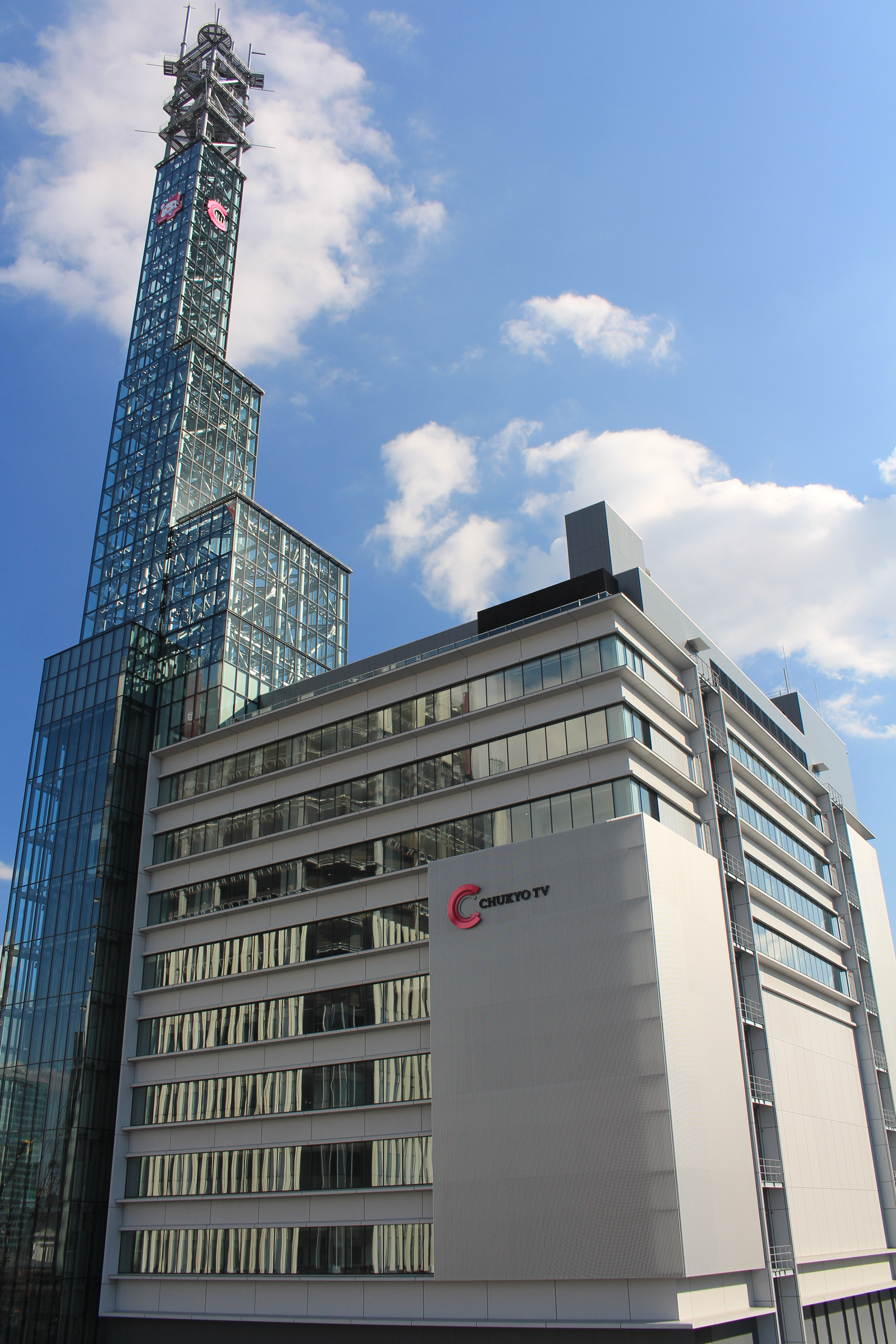
中京テレビ放送

## 交通

### ささしまライブ24地区内
- JR名古屋駅・近畿日本鉄道（近鉄）近鉄名古屋駅・名古屋鉄道（名鉄）名鉄名古屋駅から徒歩で約10分。
- 名古屋臨海高速鉄道あおなみ線 ささしまライブ駅下車、徒歩ですぐ。
- 近鉄名古屋線 米野駅から徒歩で約7分。
  - 両駅の間にはささしま米野歩道橋が2011年（平成23年）9月に開通した。
- 名古屋駅から名鉄バス「ささしまウェルカムバス」で約4分「ささしまライブ」「グローバルゲート南」バス停下車[10]。
  - 社会実験によるシャトルバス運行。名古屋駅発はミッドランドスクエア前、名古屋駅行きは名鉄名古屋駅前と乗降場所が異なる。

### ささしまライブ24地区外
以下のバス停はささしまライブ24地区内ではなく、東海道新幹線・東海道本線・中央本線・名鉄名古屋本線の高架を挟んだ東側の名駅通沿いにある。
- 名古屋市営バス「ささしまライブ」バス停
- 名鉄バス「愛知大学前」バス停
- 高速バス「名古屋駅南ささしまライブ」バス停

### 新駅構想
当地区に近接して、JR東海道線・名鉄名古屋本線の新駅を建設する構想もあった。東海道線は名古屋 - 金山間、名鉄本線は新名古屋（現：名鉄名古屋） - ナゴヤ球場前（現：山王）間に設置するもので、両駅とも延長約200 mのホームを各1本設置し、地上に設けた駅前広場と階段などによって連絡するという構造であり、名古屋市は両駅の乗降客数を約13万人/日と試算していた。また建設費は当初、約40億円と試算され、建設費の大半は再開発に伴う土地区画整理事業で発生した保留地の処分益で賄う方向だったが、耐震性の確保・施工が困難であることから200億円以上の建設費を要すること、またバブル崩壊後の地価下落により、区画整理事業の保留地処分益で建設費を捻出することが困難になったため、先送りにされた。その後、2019年には名古屋市が改めて新駅設置の可能性を探るための予算を盛り込んでいる。